# K2 - La montagna degli italiani
K2 - La montagna degli italiani è una miniserie televisiva italiana trasmessa su Rai 1, strutturata in due episodi. Narra le vicende della scalata italiana al K2 nel 1954, guidata da Ardito Desio. È una co-produzione Rai Fiction, Red Film e Terra Internationale Filmproduktionene Gmbh, presentata in anteprima all'Auditorium Parco della Musica nell'ambito del Roma Fiction Fest del 2012.

## Trama
Estate 1954. Dodici alpinisti italiani affrontano la scalata al K2. Desio (Giuseppe Cederna) guida la spedizione. Bonatti (Marco Bocci) rischia la vita per portare insieme all'hunza Mahdi (Matteo Reza Azchirvani) l'ossigeno ai compagni. Compagnoni e Lacedelli (Massimo Poggio e Michele Alhaique) raggiungono la vetta. Piantano la bandiera italiana sulla cima della seconda montagna più alta del mondo. 

## Ascolti
| 1 | 18 marzo 2013 | 4.860.000 | 16,68% |
| 2 | 19 marzo 2013 | 4.516.000 | 16,64% |